# 严楚江
严楚江（1900年—1978年），男，江苏崇明人，中国植物形态学家、教育家。1929-1932年在于芝加哥大学攻读生物学研究生，获得硕士、博士。曾任北京师范大学教授，云南大学教授，厦门大学教授。